# أنور شراحيلي
أنور محمد شراحيلي مواليد 28 يناير 2006 في السعودية، هو لاعب كرة قدم سعودي يلعب لنادي الحزم.

## مسيرة اللاعب
لعب في الفئات السنية في نادي الوطن وانتقل إلى نادي الحزم في عام 2023.